# Dadadahalli, Arkalgud
Dadadahalli là một làng thuộc tehsil Arkalgud, huyện Hassan, bang Karnataka, Ấn Độ.